# جان رایت (تیرانداز)
جان رایت (انگلیسی: John Writer؛ زادهٔ ۱۷ سپتامبر ۱۹۴۴) تیرانداز اهل ایالات متحده آمریکا بود.
وی در مسابقات کشوری و بین‌المللی در مجموع برندهٔ ۱۰ مدال طلا، ۸ مدال نقره، ۳ مدال برنز شده‌است.